# Zurwan
Zurwan (również Zerwan, staropersk. zerwan akarana – czas nieograniczony, wieczność) – bóstwo nieskończonego czasu czczone w starożytności na terenie Persji (okres przedzoroastryjski).
Ślady ubóstwienia Zerwana znaleziono na babilońskich tabliczkach z XV wieku p.n.e.
Podejrzewa się, że Zurwan był czczony przez ludy osiadłe (w przeciwieństwie do ludów koczowniczych czczących Waju), gdyż był symbolem przemian zachodzących w przyrodzie (pory roku, fazy Księżyca).
W Persji, za panowania Partów, stał się najwyższym bóstwem religii zwanej zurwanizmem, popularnej przede wszystkim w kręgach intelektualistów. Połączył w sobie dotychczasowy aspekt nieskończonego czasu z aspektem nieskończonej przestrzeni (zob. Waju). Z tego okresu pochodzi mit o narodzinach Ahury i Arymana z łona Zurwana (świadectwo transformacji religii monistycznej w dualistyczną). Zgodnie z tym mitem, Zurwan czuł się samotny w pustym świecie, więc złożył z siebie trwającą wiecznie ofiarę. Gdy trwała ofiara, Zurwan cierpliwie czekał, ale w końcu, po bardzo długim czasie, zwątpił. Wtedy narodziło mu się dwóch synów - Ormuzd miał się narodzić jako owoc ofiary, a Aryman jako owoc zwątpienia.
Zurwan podzielił czas panowania Ormuzda i Arymana na okresy po 3 tysiące lat.  
W zoroastryzmie Zurwan jest geniuszem czasu podległym Ahurze.